# Пријебој
Пријебој је насељено мјесто у Лици, у општини Плитвичка Језера, Личко-сењска жупанија, Република Хрватска.

## Географија
Пријебој је удаљен око 12 км сјеверно од Коренице.

## Историја
Пријебој се од распада Југославије до августа 1995. године налазио у Републици Српској Крајини. До територијалне реорганизације у Хрватској насеље се налазило у саставу бивше велике општине Кореница.

### Усташки злочини у Другом светском рату
У малом селу Пријебоју, на Плитвицама код Коренице, живео је гостионичар Иван по народности Хрват који је дошао из Америке. Због његове велике дебљине и огромног стомака сељаци су му дали надимак "волоња". Његова жена Ружа помагала му је у гостионичарском позиву. За време масовног покоља Срба у том месту Ружа је својеручно клала сељаке Србе, мештане доведене из околине. Сваки дан су усташе доводиле мање или веће групе несретних људи које је жена Ивана "волоње" пред својом механом клала и убијала.

## Становништво
Према попису из 1991. године, насеље Пријебој је имало 28 становника. Према попису становништва из 2001. године, Пријебој је имао 3 становника. Према попису становништва из 2011. године, насеље Пријебој је имало 12 становника.
| Демографија | Демографија | Демографија |
| Година      | Становника  | Становника  |
| ----------- | ----------- | ----------- |
| 1948.       | 109         |             |
| 1953.       | 53          |             |
| 1961.       | 46          |             |
| 1971.       | 37          |             |
| 1981.       | 26          |             |
| 1991.       | 28          |             |
| 2001.       | 3           |             |
| 2011.       |             | 12          |